# NGC 815
NGC 815 est une paire de galaxies compactes situées dans la constellation de la Baleine à une distance inconnue de la Voie lactée. NGC 815 a été découverte par l'astronome américain Ormond Stone en 1886.